# Betty Hubers-Scheuffler
Liselotte (Betty) Hubers-Scheuffler (Chemnitz, 17 november 1907 - Bergen, 26 maart 1991) was een Nederlandse wever en textielkunstenaar. Ze signeerde haar werk met Betty Hubers.
Zij werkte in het atelier Het Paapje in Voorschoten. Haar werk is te vinden in de collectie van het Museum Boijmans van Beuningen.
Ze was van oorsprong Duitse en was in 1926-1930 een leerling van de Duitse kunstenaar Bernhard Pankok. Ze was gehuwd met de Nederlandse keramist Dirk Hubers.